# Одерберг
Одерберг (њем. Oderberg) град је у њемачкој савезној држави Бранденбург. Једно је од 24 општинска средишта округа Барним. Према процјени из 2010. у граду је живјело 2.267 становника. Посједује регионалну шифру (AGS) 12060176.

## Географски и демографски подаци
Одерберг се налази у савезној држави Бранденбург у округу Барним. Град се налази на надморској висини од 5 метара. Површина општине износи 36,5 km². У самом граду је, према процјени из 2010. године, живјело 2.267 становника. Просјечна густина становништва износи 62 становника/km².